# Westelijke laaglandgorilla

Schedel van een mannelijk subject

De westelijke laaglandgorilla (Gorilla gorilla gorilla) is de grootste ondersoort van de westelijke gorilla (Gorilla gorilla). Hij komt voor in het Kongogebied. In de westelijke Kongobekken en van het zuiden van Nigeria tot aan de Kongo. Ze leven in de warme laagland regenwouden.

## Uiterlijk
De westelijke laaglandgorilla is kleiner dan de berggorilla. Wel zijn de mannetjes bij deze ondersoort ook een stuk groter dan het vrouwtje. Het gewicht van een volwassen zilverrug zit tussen de 135–175 kg. Het vrouwtje is een stuk lichter en zit op een gewicht van 53–104 kg.
De gorilla heeft een brede gespierde borstkas en een brede nek. Ook de handen en voeten zijn zeer krachtig. De vacht heeft een donkergrijze tot donkerbruine kleur welke het hele lichaam bedekt met uitzondering van het gezicht, palm van de hand en de voetzolen. Het haar boven op de schedel van de westelijke laaglandgorilla is veelal roodbruin van kleur. Het haar op de onderrug van een volwassen mannetje kleurt net zoals bij alle andere gorilla soorten zilvergrijs.
Het gezicht van de gorilla is onbehaard. De westelijke laaglandgorilla heeft boven de ogen, vanwege 'dikke botten' zwaar uitstekende 'wenkbrauwen'. Het hoofd van de westelijke laaglandgorilla is groter en wat dikker dan van de andere gorillasoorten. De afstand tussen de grote teen en de andere tenen aan de voet van de gorilla is groter dan die van de andere soorten.

## Voortplanting
Gorilla's planten zich, zeker in verhouding met andere apensoorten, heel erg langzaam voort. Het vrouwtje is pas vruchtbaar vanaf haar 9e levensjaar. Meestal krijgen de vrouwtjes pas op hun 11e of 12e levensjaar voor het eerst jongen. Ook krijgt het vrouwtje maar elke 4 of 5 jaar 1 jong. Een vrouwtje krijgt in haar leven dan ook maximaal 10 jongen.
De draagtijd van een Westelijke laaglandgorilla bedraagt, net zoals bij de mens, 9 maanden. Er wordt maar 1 jong geboren, welke bij geboorte een gemiddeld gewicht heeft van 1,7 kg. Het jong groeit als kool en groeit zelfs twee keer zo snel als een mensenbaby.
Deze mensapen worden tussen de 50 tot 60 jaar oud.

## Gedrag
De westelijke laaglandgorilla leeft in kleine groepen met één volwassen mannetje en 3 tot 6 vrouwtjes. Het mannetje, de zilverrug, is de groepsleider. Hij bepaalt wanneer er wat gebeurt en waar de groep naartoe gaat. Ook is er een hiërarchie binnen de vrouwengroep.
Gorilla's zijn meestal het meest actief in de ochtend. Nadat de groep in de ochtend, na zonsopgang, wakker wordt gaan ze op zoek naar eten. In de middag is de groep meestal aan het rusten en aan het bijkomen van het eten. Terwijl de groep rust zijn de jonge gorilla's meestal met elkaar aan het spelen.
Jonge volwassen gorilla's verlaten meestal de groep en leven soms alleen of vormen soms nieuwe kleine groepjes. Jonge vrouwtjes sluiten zich soms ook aan bij een jong mannetje alleen.
Gorilla's zijn van nature verre van agressief. Deze grote mensapen staan bekend als rustige en vredige dieren. Een gorilla zal ook nooit zonder reden aanvallen. De zilverrug gaat alleen maar tot de aanval over op het moment dat hij wordt gedwongen en zelfs dan houdt het dier het bij voorkeur op een schijnaanval als zelfs dat niet helpt zal hij uiteindelijk zijn vijand doden, of als het mogelijk is er met zijn groep vandoor gaan.

## Voedsel
Het dieet van de westelijke laaglandgorilla bestaat voornamelijk uit fruit, scheuten, bladeren en schors maar af en toe eten ze ook insecten.

## Genoom
In 2012 verscheen de eerste analyse van het volledige genoom van een gorilla, meer bepaald van Kamilah, een vrouwtjesexemplaar van de westelijke laaglandgorilla.

## Media
|  |  |
|  |  |